# Emil Mercedes Baadsgaard
Emil Mercedes Baadsgaard (født 1998 i Sønderborg, Danmark), bedre kendt under kunstnernavnet USSEL, er en dansk kunstner. Han voksede op i Sønderborg.
Han er især kendt for at have vundet KarriereKanonen i 2022.
Udover sin succes med KarriereKanonen har Ussel også spillet på anerkendte festivaler så som Syd For Solen, Roskilde Festival og Smukfest.
Som musiker har USSEL også samarbejdet med andre kunstnere. En af disse samarbejdspartnere er Marcus Bjerring, også kendt som Marcus.wav. Sammen har de udgivet sangen "Berlin," hvor omkvædet er lånt fra Nordstrøms sang af samme navn.
Ud over sin musikkarriere har USSEL er han blevet optaget på Filmskolens instruktørlinje. Han har også gået på fotoskolen Fatamorgana.